# شرجی
شرجی شدن یعنی پر از رطوبت و دَم شدن هوا به همراه دمای بالا، پدیده‌ای جوی است. شرجی شدن در خلیج فارس و کرانه‌های آن معمولاً از فروردین و اردیبهشت آغاز می‌شود و ۹ ماه به درازا می‌انجامد. واژهٔ شرجی دگرگون شدهٔ واژهٔ شرقی است و این واژه از گویش عرب‌های جنوب به فارسی وارد شده‌است. در آب و هوای شرجی به دلیل اشباع هوا از بخار آب، حالت دم‌کردگی به وجود می‌آید.